# Englische Badmintonmeisterschaft 1967
Die Englische Badmintonmeisterschaft 1967 fand bereits vom 8. bis zum 10. Dezember 1966 im Corn Exchange in Cambridge statt. Es war die vierte Austragung der nationalen Titelkämpfe von England im Badminton. Im Finale des Herreneinzels besiegte Roger Mills Colin Beacom mit 15-4 und 15-3, während bei den Damen Ursula Smith gegen Angela Bairstow mit 11-7, 9-11 und 12-10 erfolgreich war.

## Titelträger
| Disziplin    | Gold                      | Silber                        |
| ------------ | ------------------------- | ----------------------------- |
| Herreneinzel | Roger Mills               | Colin Beacom                  |
| Dameneinzel  | Ursula Smith              | Angela Bairstow               |
| Herrendoppel | Roger Mills David Horton  | Colin Beacom Tony Jordan      |
| Damendoppel  | Sue Pound Margaret Boxall | Anita Darlington Jenny Horton |
| Mixed        | David Horton Jenny Horton | John Havers Pat Havers        |

## Finalresultate
| Disziplin    | Sieger                    | Finalist                      | Ergebnis           |
| ------------ | ------------------------- | ----------------------------- | ------------------ |
| Herreneinzel | Roger Mills               | Colin Beacom                  | 15-4, 15-3         |
| Dameneinzel  | Ursula Smith              | Angela Bairstow               | 11-7, 9-11, 12-10  |
| Herrendoppel | Roger Mills David Horton  | Tony Jordan Colin Beacom      | 15-8, 15-13        |
| Damendoppel  | Sue Pound Margaret Boxall | Anita Darlington Jenny Horton | 15-11, 15-13       |
| Mixed        | David Horton Jenny Horton | John Havers Pat Havers        | 16-18, 15-5, 15-10 |